# استوارت لنگ
استوارت لنگ (انگلیسی: Stuart Laing؛ زادهٔ ۲۸ نوامبر ۱۹۶۹) بازیگر اهل بریتانیا است.
از فیلم‌ها یا مجموعه‌های تلویزیونی که وی در آن‌ها نقش داشته‌است، می‌توان به پوآرو، ورا، شاهد خاموش، پدر براون، شهر هالبی، مأموران مخفی، تلفات و اکستازی بزرگ رابرت کارمایکل اشاره نمود.